# Persone di nome Charles/Attori
| Questa pagina contiene informazioni ricavate automaticamente dalle voci biografiche con l'ausilio del template Bio e di un bot. L'aggiornamento è periodico e automatico e ricostruisce completamente la pagina. Se manca una persona in questa lista, sei pregato di non aggiungerla, ma accertati piuttosto che la sua voce biografica contenga il template Bio e che i dati anagrafici siano correttamente compilati. Se il template Bio manca, inseriscilo tu stesso o, in alternativa, metti l'avviso {{tmp\|Bio}} che ne segnala la mancanza. Se i dati riportati sono sbagliati, correggi direttamente la voce biografica; le modifiche saranno visibili in questa lista entro pochi giorni. Per chiarimenti vedi il progetto antroponimi. La lista contiene solo le 166 persone che sono citate nell'enciclopedia e per le quali è stato implementato correttamente il template Bio. Pagina aggiornata al 6 ago 2025. |

Questa è una lista di persone presenti nell'enciclopedia che hanno il nome Charles e sono attori.

## A(4)
- Charles Aidman, attore statunitense (Frankfort, n. 1925 - Beverly Hills, † 1993)
- Charles Arling, attore canadese (Toronto, n. 1880 - Los Angeles, † 1922)
- Charles Arnt, attore statunitense (Michigan City, n. 1906 - Orcas Island, † 1990)
- Charles Avery, attore e regista statunitense (Chicago, n. 1873 - Los Angeles, † 1926)

## B(16)
- Charles Baker, attore statunitense (Washington, n. 1971)
- Charles Barrois, attore e regista francese (Parigi, n. 1890 - Parigi, † 1940)
- Charles Bartlett, attore, regista e sceneggiatore statunitense (Minneapolis, n. 1888)
- Charles Bennett, attore neozelandese (Dunedin, n. 1889 - Hollywood, † 1943)
- Charles Berling, attore, regista e sceneggiatore francese (Saint-Mandé, n. 1958)
- Charles Bickford, attore statunitense (Cambridge, n. 1891 - Los Angeles, † 1967)
- Kristian Bruun, attore, produttore cinematografico e sceneggiatore canadese (Toronto, n. 1979)
- Charles Borromel, attore inglese (Dundee, n. 1933 - Glasgow, † 2007)
- Charles Boyer, attore francese (Figeac, n. 1899 - Phoenix, † 1978)
- Charles Brandt, attore statunitense (Filadelfia, n. 1862 - Filadelfia, † 1924)
- Charles Braswell, attore statunitense (McKinney, n. 1924 - New York, † 1974)
- Charles Brinley, attore statunitense (Yuma, n. 1880 - Los Angeles, † 1946)
- Charles Bronson, attore statunitense (Ehrenfeld, n. 1921 - Los Angeles, † 2003)
- Charles Brookfield, attore e sceneggiatore inglese (Londra, n. 1857 - † 1913)
- Charles Bryant, attore, sceneggiatore e regista britannico (Hartford, n. 1879 - Mount Kisco, † 1948)
- Charles Butterworth, attore statunitense (South Bend, n. 1896 - Los Angeles, † 1946)

## C(13)
- Sebastian Cabot, attore britannico (Londra, n. 1918 - Victoria, † 1977)
- Charles Chaplin Jr., attore statunitense (Beverly Hills, n. 1925 - Los Angeles, † 1968)
- Charlie Chaplin, attore, comico e regista britannico (Londra, n. 1889 - Corsier-sur-Vevey, † 1977)
- Charles Rahi Chun, attore statunitense (n. 1967)
- Charles Cioffi, attore statunitense (New York, n. 1935)
- Charles Clary, attore statunitense (Charleston, n. 1873 - Los Angeles, † 1931)
- Charles Rocket, attore statunitense (Bangor, n. 1949 - Canterbury, † 2005)
- Charles Coleman, attore australiano (Sydney, n. 1885 - Woodland Hills, † 1951)
- Charles Coles, attore, cantante e ballerino statunitense (Filadelfia, n. 1911 - New York, † 1992)
- Charles Cooper, attore statunitense (San Francisco, n. 1926 - Los Angeles, † 2013)
- Charles Craig, attore statunitense (New York, n. 1877 - Ohio, † 1972)
- Robert Cummings, attore statunitense (Joplin, n. 1910 - Woodland Hills, † 1990)
- Charles Cyphers, attore statunitense (Niagara Falls, n. 1939 - Tucson, † 2024)

## D(15)
- Charles Coburn, attore statunitense (Savannah, n. 1877 - New York, † 1961)
- Henry Daniell, attore britannico (Londra, n. 1894 - Santa Monica, † 1963)
- Charles Michael Davis, attore e modello statunitense (Dayton, n. 1984)
- Charlie Day, attore e sceneggiatore statunitense (New York, n. 1976)
- Charles Denner, attore polacco (Tarnów, n. 1926 - Dreux, † 1995)
- Charles Dierkop, attore statunitense (La Crosse, n. 1936 - Los Angeles, † 2024)
- Charles Dingle, attore statunitense (Wabash, n. 1887 - Worcester, † 1956)
- Charles Drake, attore statunitense (New York, n. 1917 - East Lyme, † 1994)
- Charles Dudley, attore e truccatore statunitense (Fort Grant, n. 1883 - Woodland Hills, † 1952)
- Charles Dullin, attore e regista teatrale francese (Yenne, n. 1885 - Parigi, † 1949)
- Charles Durning, attore statunitense (Highland Falls, n. 1923 - New York, † 2012)
- Charles S. Dutton, attore e regista statunitense (Baltimora, n. 1951)
- Van Johnson, attore, ballerino e cantante statunitense (Newport, n. 1916 - Nyack, † 2008)
- C.A. de Lima, attore e regista teatrale statunitense (New York, n. 1872 - Nizza, † 1954)
- Charles de Rochefort, attore e regista francese (Port-Vendres, n. 1887 - Parigi, † 1952)

## E(3)
- Charles Eldridge, attore statunitense (Saratoga Springs, n. 1854 - New York, † 1922)
- Charles Edwards, attore britannico (Haslemere, n. 1969)
- Charles Esten, attore e cantante statunitense (Pittsburgh, n. 1965)

## F(6)
- Charles Farrell, attore, imprenditore e politico statunitense (Walpole - Palm Springs, † 1990)
- Charles Farrell, attore irlandese (Dublino, n. 1900 - Londra, † 1988)
- Charles Fawcett, attore statunitense (Waleska, n. 1915 - Londra, † 2008)
- Charles Fleischer, attore, doppiatore e comico statunitense (Washington, n. 1950)
- Charles Fredericks, attore statunitense (Columbus, n. 1918 - Sherman Oaks, † 1970)
- Charles K. French, attore statunitense (Columbus, n. 1860 - Hollywood, † 1952)

## G(7)
- William Collier, attore, produttore cinematografico e produttore televisivo statunitense (New York, n. 1902 - San Francisco, † 1987)
- Charles Gorman, attore statunitense (n. 1865 - New York, † 1928)
- Charles Graham, attore statunitense (Carthage, n. 1895 - Los Angeles, † 1943)
- Charley Grapewin, attore statunitense (Xenia, n. 1869 - Corona, † 1956)
- Charles H. Gray, attore statunitense (Saint Louis, n. 1921 - Joshua Tree, † 2008)
- Charles Grodin, attore statunitense (Pittsburgh, n. 1935 - Wilton, † 2021)
- Charles Gunn, attore statunitense (Wisconsin, n. 1883 - Los Angeles, † 1918)

## H(13)
- Charles Haid, attore e regista televisivo statunitense (San Francisco, n. 1943)
- Charles Halford, attore statunitense (Salt Lake City, n. 1980)
- Charlie Hall, attore statunitense (Los Angeles, n. 1997)
- Charles Hallahan, attore statunitense (Filadelfia, n. 1943 - Los Angeles, † 1997)
- Charles Halton, attore statunitense (Washington, n. 1876 - Los Angeles, † 1959)
- Charles Henry Hawtrey, attore, regista e manager inglese (Eton, n. 1858 - Londra, † 1923)
- Charles Heung, attore, produttore cinematografico e conduttore televisivo hongkonghese (Hong Kong, n. 1948)
- Charles Hines, attore e regista cinematografico statunitense (Oakland, n. 1892 - Los Angeles, † 1936)
- Tim Holt, attore statunitense (Beverly Hills, n. 1919 - Shawnee, † 1973)
- Charles Horvath, attore statunitense (Upper Macungie Township, n. 1920 - Woodland Hills, † 1978)
- Charles M. Huber, attore e politico tedesco (Monaco di Baviera, n. 1956)
- Charlie Hunnam, attore britannico (Newcastle upon Tyne, n. 1980)
- Charles Hutchison, attore, regista e sceneggiatore statunitense (Pittsburgh, n. 1879 - Hollywood, † 1949)

## I(1)
- Charles Inslee, attore statunitense (New York, n. 1870 - † 1922)

## J(2)
- Chubby Johnson, attore statunitense (Terre Haute, n. 1903 - Hollywood, † 1974)
- Charles Judels, attore e doppiatore statunitense (Amsterdam, n. 1882 - San Francisco, † 1969)

## K(6)
- Charles Willy Kayser, attore e regista tedesco (Metz, n. 1881 - Berlino, † 1942)
- Charles Kemper, attore statunitense (Hennessey, n. 1900 - Burbank, † 1950)
- Charles Kimbrough, attore e doppiatore statunitense (Saint Paul, n. 1936 - Culver City, † 2023)
- Charles King, attore e cantante statunitense (New York, n. 1889 - Londra, † 1944)
- Charles King, attore statunitense (Hillsboro, n. 1895 - Hollywood, † 1957)
- Charlie Korsmo, attore statunitense (Fargo, n. 1978)

## L(6)
- Charles Lane, attore e doppiatore statunitense (San Francisco, n. 1905 - Santa Monica, † 2007)
- Charles Laughton, attore e regista britannico (Scarborough, n. 1899 - Hollywood, † 1962)
- Charles Le Bargy, attore e regista francese (La Chapelle, n. 1858 - Nizza, † 1936)
- Charles Le Moyne, attore statunitense (Marshall, n. 1880 - Hollywood, † 1956)
- Charles Levin, attore statunitense (Chicago, n. 1949 - Selma, † 2019)
- Chad Lowe, attore, sceneggiatore e regista statunitense (Dayton, n. 1968)

## M(19)
- John Mahoney, attore e doppiatore britannico (Blackpool, n. 1940 - Chicago, † 2018)
- Charles Hill Mailes, attore canadese (Halifax, n. 1870 - Los Angeles, † 1937)
- Charles Martinet, attore e doppiatore statunitense (San Jose, n. 1955)
- Charles Matthau, attore, regista e produttore cinematografico statunitense (New York City, n. 1962)
- Frank Maxwell, attore statunitense (New York, n. 1916 - Santa Monica, † 2004)
- Charles Maxwell, attore statunitense (Long Island, n. 1913 - Los Angeles, † 1993)
- Chuck McCann, attore e doppiatore statunitense (Brooklyn, n. 1934 - Los Angeles, † 2018)
- Charles McCaughan, attore statunitense
- Everett McGill, attore statunitense (Miami Beach, n. 1945)
- Charles McGraw, attore statunitense (Des Moines, n. 1914 - Studio City, † 1980)
- Charles Melton, attore statunitense (Juneau, n. 1991)
- Charles Meredith, attore statunitense (Knoxville, n. 1894 - Los Angeles, † 1964)
- Charles Mesure, attore neozelandese (Somerset, n. 1970)
- Charles B. Middleton, attore statunitense (Elizabethtown, n. 1874 - Los Angeles, † 1949)
- Charles Millot, attore francese (Novi Pavljani, n. 1921 - Parigi, † 2003)
- Richard Moll, attore statunitense (Pasadena, n. 1943 - Big Bear Lake, † 2023)
- Charlie Murphy, attore, autore televisivo e sceneggiatore statunitense (New York, n. 1959 - New York, † 2017)
- Charles Murray, attore e regista statunitense (Laurel, n. 1872 - Los Angeles, † 1941)
- Dranem, attore e cantante francese (Parigi, n. 1869 - Parigi, † 1935)

## N(2)
- Charles Napier, attore e produttore cinematografico statunitense (Scottsville, n. 1936 - Bakersfield, † 2011)
- Charles Nolte, attore e regista teatrale statunitense (Duluth, n. 1923 - Minneapolis, † 2010)

## O(3)
- Charlie O'Connell, attore statunitense (New York, n. 1975)
- Ryan O'Neal, attore statunitense (Los Angeles, n. 1941 - Santa Monica, † 2023)
- Charles Ogle, attore statunitense (Steubenville, n. 1865 - Long Beach, † 1940)

## P(5)
- Charles Parnell, attore statunitense (Chicago, n. 1964)
- Edward Peil, attore statunitense (Racine, n. 1883 - Hollywood, † 1958)
- Charles Penrose, attore e comico inglese (Biggleswade, n. 1873 - Kensington, † 1952)
- Charles Prince, attore e regista francese (Maisons-Laffitte, n. 1872 - Saint-Maur-des-Fossés, † 1933)
- Charles Edwin Powell, attore statunitense (Houston, n. 1964)

## R(13)
- Charles Ray, attore, regista e produttore cinematografico statunitense (Jacksonville, n. 1891 - Los Angeles, † 1943)
- Robert Redford, attore, regista e produttore cinematografico statunitense (Santa Monica, n. 1936)
- Charles Regnier, attore, sceneggiatore e regista tedesco (Friburgo in Brisgovia, n. 1914 - Bad Wiessee, † 2001)
- Charles Nelson Reilly, attore e doppiatore statunitense (New York, n. 1931 - Beverly Hills, † 2007)
- Charles Frank, attore statunitense (Olympia, n. 1947)
- Charles Rettinghaus, attore e doppiatore tedesco (Remagen, n. 1962)
- Charles Richman, attore statunitense (Chicago, n. 1865 - New York, † 1940)
- Charles Robinson, attore statunitense (Houston, n. 1945 - Los Angeles, † 2021)
- Charles Rogers, attore e musicista statunitense (Olathe, n. 1904 - Rancho Mirage, † 1999)
- Charley Rogers, attore, sceneggiatore e regista cinematografico statunitense (Birmingham, n. 1887 - Los Angeles, † 1956)
- Charlie Rowe, attore britannico (Islington, n. 1996)
- Charles Ruggles, attore statunitense (Los Angeles, n. 1886 - Los Angeles, † 1970)
- Charles Rutherford, attore statunitense (Chicago, n. 1928)

## S(14)
- Charles Herbert, attore statunitense (Culver City, n. 1948 - Las Vegas, † 2015)
- Charlie Saxton, attore statunitense (Bristol, n. 1989)
- Charlie Schlatter, attore e doppiatore statunitense (Englewood, n. 1966)
- Charles Seel, attore statunitense (New York, n. 1897 - Los Angeles, † 1980)
- Charles Sellon, attore statunitense (Boston, n. 1870 - La Crescenta, † 1937)
- Charles Shaughnessy, attore e nobile britannico (Londra, n. 1955)
- Charles Siebert, attore statunitense (Kenosha, n. 1938 - San Francisco, † 2022)
- Charles Martin Smith, attore, regista e sceneggiatore statunitense (Los Angeles, n. 1953)
- Arthur Space, attore statunitense (New Brunswick, n. 1908 - Hollywood, † 1983)
- Charles Starrett, attore statunitense (Athol, n. 1903 - Borrego Springs, † 1986)
- Maury Sterling, attore statunitense (Mill Valley, n. 1971)
- Charles Stevens, attore statunitense (Solomon, n. 1893 - Los Angeles, † 1964)
- Charles J. Stine, attore statunitense (Freeport, n. 1864 - Long Island, † 1934)
- Charles Sutton, attore statunitense (n. 1856 - Englewood, † 1935)

## T(7)
- Charlie Tahan, attore statunitense (Glen Rock, n. 1998)
- Charles Tannen, attore statunitense (New York, n. 1915 - San Bernardino, † 1980)
- Rip Taylor, attore e comico statunitense (Washington, n. 1931 - Los Angeles, † 2019)
- Charles Templon, attore francese (Parigi, n. 1986)
- Charles Tingwell, attore e regista australiano (Coogee, n. 1923 - Melbourne, † 2009)
- Duncan Trussell, attore e comico statunitense (Asheville, n. 1974)
- Charles Tyner, attore statunitense (Danville, n. 1925 - † 2017)

## V(1)
- Charles Vandervaart, attore canadese (Toronto, n. 2000)

## W(9)
- Charles Wagenheim, attore statunitense (Newark, n. 1896 - Hollywood, † 1979)
- Charles Waldron, attore statunitense (Waterford, n. 1874 - Los Angeles, † 1946)
- Charlie Weber, attore e modello statunitense (Jefferson City, n. 1978)
- Charles Welch, attore statunitense (New Britain, n. 1921 - Oceanside, † 2004)
- Charles Wellesley, attore irlandese (Dublino, n. 1873 - Amityville, † 1946)
- Charles West, attore statunitense (Pittsburgh, n. 1885 - Los Angeles, † 1943)
- Charles C. Wilson, attore statunitense (New York, n. 1894 - Los Angeles, † 1948)
- Charles Winninger, attore statunitense (Athens, n. 1884 - Palm Springs, † 1969)
- Charles Wyndham, attore e medico inglese (Liverpool, n. 1837 - † 1919)

## Z(1)
- Chuck Zito, attore statunitense (New York, n. 1953)